# Remove before flight

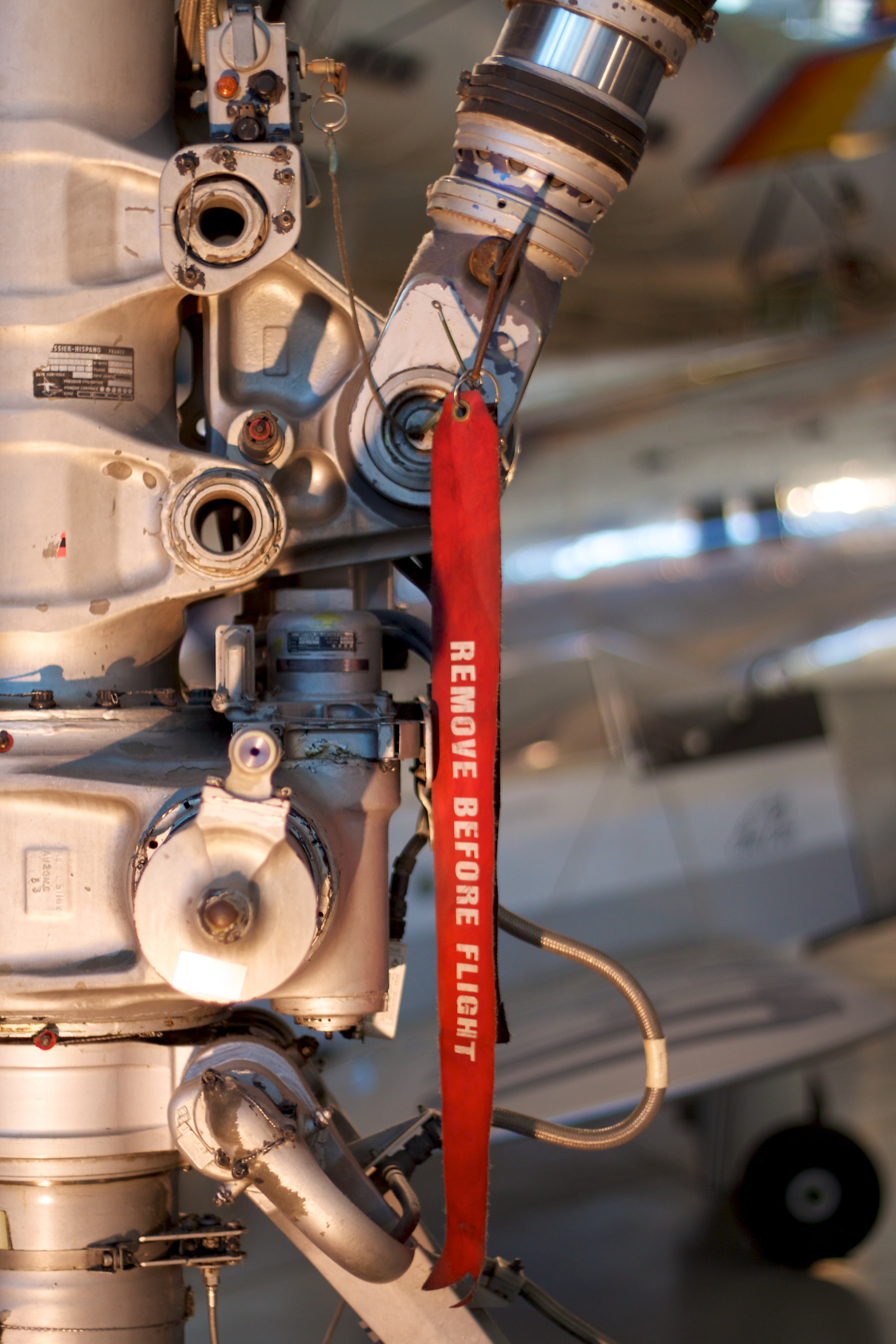
Dây băng remove before flight trên bánh xe của phi cơ Concorde

Remove before flight là cảnh báo an toàn thường thấy trên các bộ phận của máy bay và tàu vũ trụ, thông thường hình dạng của nó là một dây băng đỏ, để nhận biết đó là một thiết bị, chẳng hạn như lớp vỏ bảo vệ hoặc chốt ngăn chuyển động của các bộ phận cơ khí, chỉ sử dụng khi máy bay ở mặt đất (đã đáp hoặc đang ở đường taxi). Trên các loại máy bay nhỏ, nó có thể bao gồm nắp ống pitot hoặc khóa điều khiển. Cảnh báo này chỉ được viết bằng tiếng Anh. Dãy băng tương tự có nhãn là "pull to arm" và có thể tìm thấy trên tên lửa hoặc hệ thống vũ khí khác không được lắp trên máy bay.
Linh kiện Remove before flight thường được gọi là "thẻ treo đỏ". Thông thường, phi hành đoàn sẽ có một danh sách kiểm tra những vật cần tháo trước khi bay. Một vài danh sách kiểm tra sẽ yêu cầu dãy băng hoặc thẻ gắn phải được gắn với danh sách kiểm tra để xác nhận rằng nó đã được gỡ bỏ. Không tháo bỏ phần nhãn này sẽ gây ra tai nạn máy bay, như sự kiện Aeroperú Flight 603.
Ngoài ra còn có thể thấy dây băng này trên chìa khóa, áo thun, thẻ treo hành lý, dây thắt lưng hoặc những sản phẩm khác, đặc biệt những người làm trong lĩnh vực hàng không hoặc đam mê hàng không.
Thẻ màu xanh đôi khi được dùng để xác định thiết bị phải được gắn trước chuyến bay tương tự như cách tháo bỏ thiết bị trước khi bay.